# ボケ属
ボケ属(Chaenomeles)はバラ科の植物の属である。この属の植物は4種を含み、高さ1－3mの、とげだらけの低木である。ボケがよく知られる。
この属の植物は、中華人民共和国・朝鮮半島・日本といった東アジアに自生している。これらの植物と近い属に、マルメロ（Cydonia oblonga）やカリン（Pseudocydonia sinensis）がある。これらの植物との違いは、葉に鋸歯があり、花の萼片が落ちやすく、元のほうで繋がっていることである。
この属の植物は、葉は互生、単純な形の葉で、鋸歯がある。
冬の終わりごろから春の初めに咲く花は、直径3－4.5cmの大きさで、雄蕊は5つある。色は朱色が多いが、白色や桃色もある。花季は晩冬から早春。
果実は晩秋に熟す梨果で雌蕊群は5つである。
この属の植物は、ドクガの仲間である Euproctis chrysorrhoea やチビガの一種 Bucculatrix pomifoliella といったガの幼虫の食草になる。

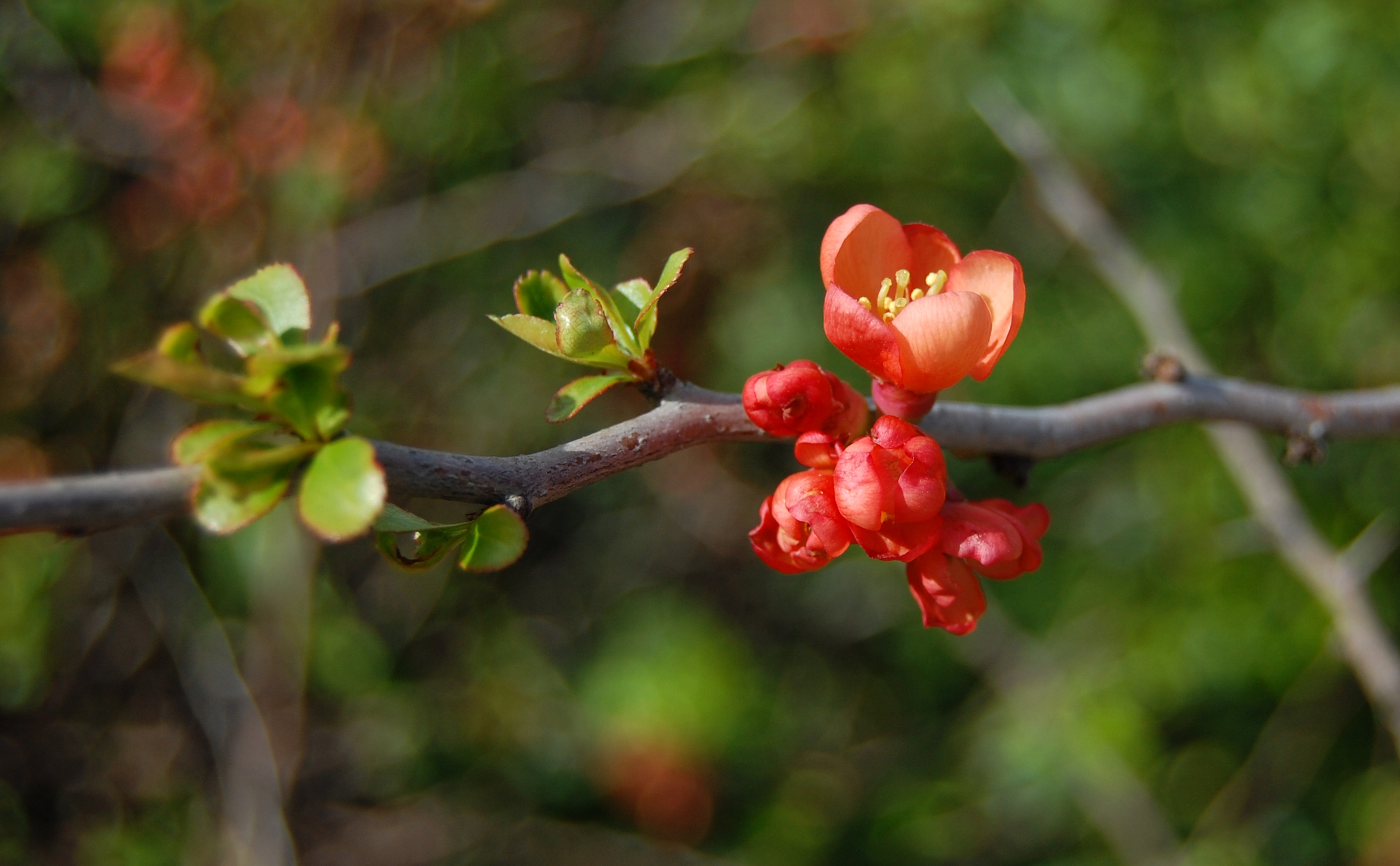
クサボケ　Chaenomeles japonica

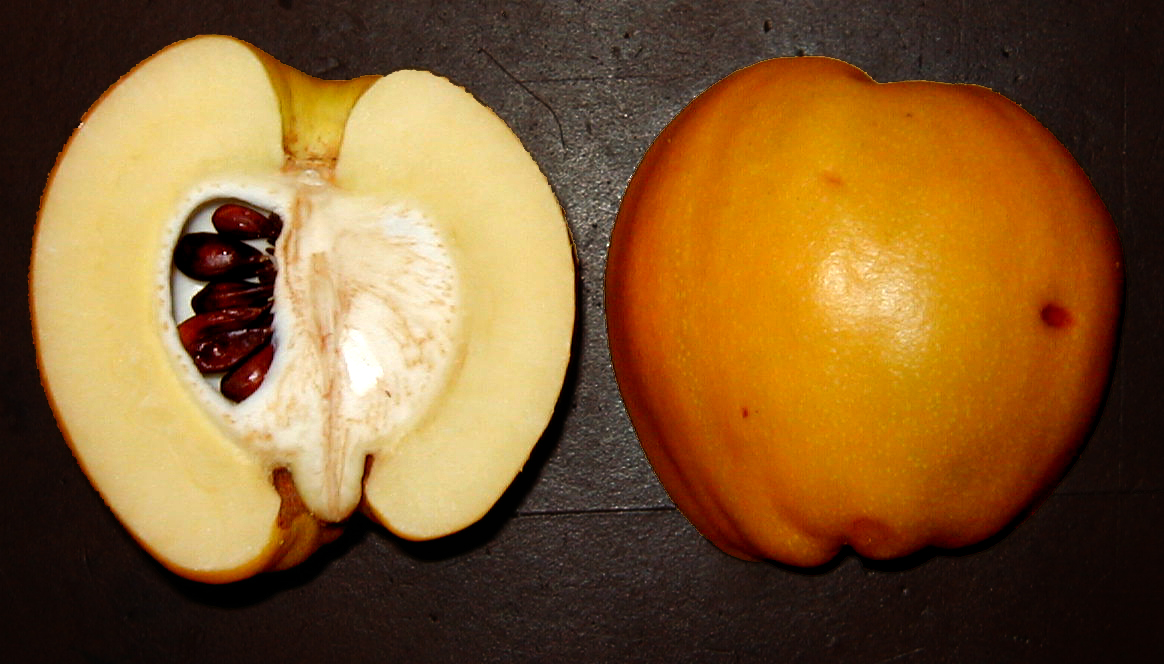
カリンの実

## 参考資料と外部リンク
- Chaenomeles speciosa（英語）　キュー植物園研究部のサイト「Plants for a Future」
- Flowering Quince, Japonica: Chaenomeles speciosa（英語）　アーカンソー大学農学部「今秋の植物」（アーカイブ版）